# منشأة أبو العباس
قرية منشاة أبو العباس هي إحدى القرى التابعة لمركز العياط في محافظة الجيزة في جمهورية مصر العربية. حسب إحصاءات سنة 2006، بلغ إجمالي السكان في منشاة أبو العباس 2516 نسمة، منهم 1351 رجل و1165 امرأة.